# Voksenpoint
Voksenpoints (på svensk: Vuxenpoäng, engelsk: Grown-up points) er en ironisk måde at spilgøre hverdagens gøremål. Man giver sig selv points for at gøre "voksne" ting som at købe en fornuftig bil, starte en pensionsordning, få et fast parforhold osv.
Begrebet stammer sandsynligvis fra svensk, hvor ordet "Vuxenpoäng" har eksisteret i sprogdatabasen Korp siden 1998.
Der findes et familiespil, som bærer navnet Voksenpoint. 